# Lauren Hemp
Lauren May Hemp, MBE (* 7. August 2000 in North Walsham) ist eine englische Fußballspielerin. Die Spielerin steht bei Manchester City unter Vertrag und spielt seit 2019 für die englische Nationalmannschaft.

## Werdegang

### Vereine
Hemp begann mit dem Fußballspielen bei ihrem Heimatverein North Walsham Youth FC. 2008 wechselte sie in die benachbarte Großstadt Norwich, wo sie bis 2015 bei Norwich City spielte. 2016 wechselte sie auf die andere Seite der Insel zum Erstligisten Bristol City. 2018 wechselte sie zum Manchester City WFC, wo sie in der Folge immer mehr Einsätze hatte und mehr Tore erzielte. In der Saison 2021/22 wurde sie schließlich in allen 22 Ligaspielen eingesetzt und war mit zehn Toren viertbeste Torschützin der Liga.
In der UEFA Women’s Champions League scheiterte sie mit ManCity immer wieder an spanischen Vereinen: 2018/19 im Sechzehntelfinale und 2019/20 im Achtelfinale an Atlético, 2020/21 am FC Barcelona im Viertelfinale, 2021/22 und 2022/23 in der Qualifikation zur Gruppenphase an Real Madrid. Sie kam dabei auf bisher elf Spiele, in denen sie drei Tore schoss.
2024 wurde sie für den Ballon d’Or féminin nominiert.

### Nationalmannschaft
Im Februar 2015 erhielt sie eine Einladung zu einem Trainingslager der U-15-Mannschaft. Im Oktober 2016 war sie Kapitänin der U-17-Mannschaft in der ersten Qualifikationsrunde zur U-17-Fußball-Europameisterschaft der Frauen 2017. Sie kam in den drei Spielen zum Einsatz und steuerte das erste und drei weitere Tore zum 14:0-Sieg gegen Litauen im ersten Gruppenspiel bei. Als Gruppensiegerinnen erreichten sie die Eliterunde im März 2017, bei der sie auch wieder Kapitänin war und im ersten Gruppenspiel wieder das erste Tor beim 2:0-Sieg gegen Polen erzielte. Mit zwei Siegen und einem Remis wurde die Endrunde im Mai in Tschechien erreicht, wo sie nur das Spiel gegen Irland gewinnen konnten und sie ein Tor zum 5:0 beisteuerte. Da die folgenden Spiele gegen die Niederlande und Norwegen verloren wurden, schieden die Engländerinnen als Gruppendritte aus.
Im Oktober 2017 kam sie in den zwei Spielen der ersten Qualifikationsrunde zur U-19-Fußball-Europameisterschaft der Frauen 2018 zum Einsatz und erzielte dabei zwei Tore, u. a. den 1:0-Siegtreffer im letzten Gruppenspiel gegen Slowenien. Als Gruppensiegerinnen erreichten sie die Eliterunde im April 2018 in der Slowakei. In den ersten beiden Gruppenspielen, die mit 4:1 gegen Israel und 6:0 gegen die Gastgeberinnen gewonnen wurden, bliebe sie ohne Torerfolg. Im dritten Spiel gegen Deutschland gelang ihr nur die Ergebnisverbesserung zum 2:3-Endstand. Durch die Niederlage wurde aber die Endrunde verpasst. Im August 2018 nahm sie mit der U-20-Mannschaft an der U-20-Fußball-Weltmeisterschaft der Frauen 2018 teil, wo sie in sechs Spielen eingesetzt wurde und beim 6:1-Sieg im Gruppenspiel gegen Mexiko drei Tore erzielte. Am Ende wurden die Engländerinnen Dritte durch einen Sieg im Elfmeterschießen des Spiels um Platz 3 gegen Gastgeber Frankreich, wobei sie als zweite englische Schützin erfolgreich war. An der im Oktober 2018 ausgetragenen ersten Qualifikationsrunde zur U-19-Fußball-Europameisterschaft der Frauen 2019 nahm sie nicht teil, bei der Eliterunde im April 2019 steuerte sie zwei Tore bei den drei Siegen bei, jeweils die letzten Tore beim 7:0 gegen die Türkei und 2:0 gegen Italien. Bei der Endrunde in Schottland im Juli 2019 kam sie nur bei den Niederlagen gegen Deutschland (1:2) und Spanien (0:1) zum Einsatz, da sie gegen Spanien die Rote Karte erhielt.
Es folgten drei Einsätze in den U-21-Mannschaft, die aber nur Freundschaftsspiele bestritt.
Am 8. Oktober 2019 hatte sie ihren ersten Einsatz in der A-Elf, als sie im Freundschaftsspiel gegen Portugal in der 86. Minute für Torschützin Beth Mead eingewechselt wurde. Es folgten zwei weitere Kurzeinsätze bei Freundschaftsspielen im November 2019 gegen Tschechien und Deutschland. Beim SheBelieves Cup 2020 kam sie in zwei Spielen schon auf 150 Spielminuten, dann machte die COVID-19-Pandemie zunächst weitere Spiele unmöglich. Erst ein Jahr später kam es wieder zu Spielen und Hemp wurde in drei Freundschaftsspielen im Februar und April eingesetzt. Im Mai 2021 wurde sie für das Team GB nominiert, das an den wegen der COVID-19-Pandemie um ein Jahr verschobenen Olympischen Spielen 2020 teilnahm. Sie wurde in den ersten beiden Gruppenspielen, die gegen Chile mit 2:0 und Japan mit 1:0 gewonnen wurden, sowie bei der 3:4-Niederlage nach Verlängerung im Viertelfinale gegen Australien eingesetzt.
Von der neuen Nationaltrainerin Sarina Wiegman wurde sie dann auch für die ersten Spiele der Qualifikation für die WM 2023 nominiert und kam dabei zu acht Einsätzen, in denen sie sechs Tore erzielte, ihre ersten vier beim 20:0-Rekordsieg gegen Lettland am 30. November 2021. Am 17. Mai 2022 wurde sie für den vorläufigen EM-Kader benannt. Am 15. Juni wurde sie auch für den finalen Kader berücksichtigt. Sie stand in allen sechs Spielen in der Startelf, wurde aber viermal ausgewechselt. Beim 8:0-EM-Rekordsieg gegen Norwegen erzielte sie ein Tor. Mit einem 2:1-Sieg nach Verlängerung gegen Deutschland wurden die Engländerinnen erstmals Europameister.
Sie wurde auch in den letzten beiden Spielen der Qualifikation für die WM 2023 nach der EM eingesetzt und qualifizierte sich am 3. September mit ihrer Mannschaft durch einen 2:0-Sieg in Wiener Neustadt gegen Österreich für die WM-Endrunde. Im letzten Spiel erhöhte sie ihr Torkonto auf sieben. Am 31. Mai 2023 wurde sie als eine von 23 Spielerinnen für die WM-Endrunde in Australien und Neuseeland nominiert.

## Erfolge
- Englische Pokalsiegerin 2018/19 und 2019/2020  (mit Manchester City)
- Englische Ligapokalsiegerin 2018/19, 2021/22  (mit Manchester City)
- Arnold-Clark-Cup-Siegerin 2022
- Gewinn der Europameisterschaft 2022

## Auszeichnungen
- Wahl in die Mannschaft des Turniers der U-17-Fußball-Europameisterschaft der Frauen 2017
- PFA Women's Young Player of the Year 2017/18, 2019/20, 2020/21, 2021/22
- PFA Team of the Year 2020/21, 2021/22
- International Young Player of the Year 2017